# Moadon Kaduregel Hapoel Tel Aviv 2023-2024
Questa voce raccoglie le informazioni riguardanti il Moadon Kaduregel Hapoel Tel Aviv nelle competizioni ufficiali della stagione 2023-2024.

## Maglie e sponsor
Per la stagione 2022-2023 lo sponsor tecnico era Adidas, mentre il main sponsor sulla maglia era Hachshara.
|  | 1ª divisa | 2ª divisa | 3ª divisa |

## Rosa
| N. |                           | Ruolo | Calciatore               |
| -- | ------------------------- | ----- | ------------------------ |
| 1  | Lituania (bandiera)       | P     | Emilijus Zubas           |
| 2  | Rep. del Congo (bandiera) | D     | Bryan Passi              |
| 5  | Israele (bandiera)        | D     | Or Blorian               |
| 6  | Israele (bandiera)        | C     | El Yam Kancepolsky       |
| 7  | Israele (bandiera)        | A     | Omri Altman              |
| 8  | Israele (bandiera)        | C     | Elian Rohana             |
| 9  | Slovenia (bandiera)       | A     | Alen Ozbolt              |
| 10 | Israele (bandiera)        | C     | Adam Sami                |
| 11 | Israele (bandiera)        | C     | Dan Einbinder (capitano) |
| 13 | Rep. del Congo (bandiera) | A     | Mavis Tchibota           |
| 16 | Israele (bandiera)        | D     | Ofer Gelbard             |
| 17 | Gambia (bandiera)         | A     | Bubacarr Tambedou        |
| 18 | Israele (bandiera)        | C     | Tal Archel               |
| 20 | Colombia (bandiera)       | C     | David Cuperman           |
| 21 | Israele (bandiera)        | A     | Omer Senior              |
| 22 | Israele (bandiera)        | P     | Roy Baranes              |
| 23 | Israele (bandiera)        | D     | Avi Turgeman             |
| 24 | Israele (bandiera)        | A     | Stav Turiel              |
| 27 | Israele (bandiera)        | A     | Liad Ramot               |
| 29 | Israele (bandiera)        | C     | Ran Binyamin             |
| 30 | Israele (bandiera)        | A     | Hisham Layous            |

| N. |                        | Ruolo | Calciatore          |
| -- | ---------------------- | ----- | ------------------- |
| 32 | Israele (bandiera)     | D     | Leo Benbenisti      |
| 45 | Israele (bandiera)     | A     | Sagi Genis          |
| 55 | Israele (bandiera)     | P     | Ido Sharon          |
| 66 | Israele (bandiera)     | D     | Ihab Ganayem        |
| 72 | Israele (bandiera)     | D     | Or Israelov         |
| 77 | Israele (bandiera)     | A     | Raz Twizer          |
| 92 | Israele (bandiera)     | D     | Raz Meir            |
| -- | Stati Uniti (bandiera) | A     | Guy Michaeli        |
| 3  | Israele (bandiera)     | C     | David Keltjens      |
| 8  | Stati Uniti (bandiera) | A     | Gabriel Segal       |
| 10 | Francia (bandiera)     | D     | Noam Bonnet         |
| 12 | Israele (bandiera)     | A     | Qays Ghanem         |
| 14 | Spagna (bandiera)      | C     | José Rodríguez      |
| 15 | Israele (bandiera)     | D     | Alon Azugi          |
| 16 | Israele (bandiera)     | C     | Roee Alkokin        |
| 17 | Israele (bandiera)     | C     | Ariel Cohen         |
| 19 | Israele (bandiera)     | D     | Aviv Salem          |
| 23 | Uganda (bandiera)      | D     | Aziz Kayondo        |
| 26 | Israele (bandiera)     | D     | Yahav Gurfinkel     |
| 36 | Israele (bandiera)     | C     | Daniel David Tzadik |

## Calciomercato

### Sessione estiva
| Acquisti         | Acquisti             | Acquisti             | Acquisti                |
| R.               | Nome                 | da                   | Modalità                |
| ---------------- | -------------------- | -------------------- | ----------------------- |
| A                | Omri Altman          | AEK Larnaca          | definitivo (350 mila €) |
| A                | Mavis Tchibota       | Maccabi Haifa        | definitivo (gratuito)   |
| C                | Noam Bonnet          | Olympique Lione 2    | definitivo (gratuito)   |
| D                | Aviv Salem           | Bnei Yehuda          | definitivo (gratuito)   |
| P                | Matthew Frank        | Stanford Cardinal    | definitivo (gratuito)   |
| D                | Bryan Passi          | Niort                | ?                       |
| D                | Or Blorian           | Hapoel Be'er Sheva   | prestito                |
| A                | Gabriel Segal        | New York City        | prestito                |
| D                | Aziz Kayondo         | Leganés B            | prestito                |
| C                | José Rodríguez       | svincolato           | definitivo              |
| A                | Sintayehu Sallallich | Nea Salamis          | fine prestito           |
| A                | Shavit Mazal         | Ashdod               | fine prestito           |
| Altre operazioni |                      |                      |                         |
| R.               | Nome                 | da                   | Modalità                |
| C                | Ofek Biton           | H. Gerusalemme       | fine prestito           |
| D                | Alon Azugi           | Maccabi Petah Tiqwa  | fine prestito           |
| D                | Benny Tridovski      | Hapoel Rishon LeZion | fine prestito           |
| D                | Ilay Krispi          | Hapoel Kfar Saba     | fine prestito           |
| D                | Abdi Farhat          | Hapoel Ra'anana      | fine prestito           |
| P                | David Alon           | Hapoel Ra'anana      | fine prestito           |
| P                | Roy Baranes          | Shimshon Tel Aviv    | fine prestito           |

| Cessioni         | Cessioni            | Cessioni             | Cessioni                |
| R.               | Nome                | a                    | Modalità                |
| ---------------- | ------------------- | -------------------- | ----------------------- |
| D                | Stav Lemkin         | Šachtar              | definitiva (850 mila €) |
| D                | Adi Gotlieb         | Beitar Gerusalemme   | definitiva (gratuita)   |
| C                | Godfried Roemeratoe | RKC Waalwijk         | definitiva (gratuita)   |
| D                | Ben Bitton          | Beitar Gerusalemme   | definitiva (gratuita)   |
| A                | Qays Ghanem         | Maccabi Bnei Reineh  | definitiva (gratuita)   |
| C                | Hrvoje Ilić         | Kryvbas              | definitiva (gratuita)   |
| A                | Ravve Assayeg       | Hapoel Akko          | definitiva (gratuita)   |
| C                | Shlomi Azulay       | Ashdod               | definitiva (gratuita)   |
| D                | Dor Elo             | Maccabi Bnei Reineh  | definitiva (gratuita)   |
| A                | Shavit Mazal        | Ashdod               | ?                       |
| D                | Benny Tridovski     | Hapoel Rishon LeZion | ?                       |
| P                | Ido Sharon          | Hapoel R. HaSharon   | prestito                |
| A                | Aleksandar Boljević |                      | svincolato              |
| D                | Antoine Conte       |                      | svincolato              |
| A                | Niv Zrihan          |                      | svincolato              |
| Altre operazioni |                     |                      |                         |
| R.               | Nome                | da                   | Modalità                |
| C                | Ofek Biton          | H. Gerusalemme       | definitiva (80 mila €)  |
| D                | Abdi Farhat         |                      | svincolato              |

### Sessione invernale
| Acquisti         | Acquisti            | Acquisti           | Acquisti                |
| R.               | Nome                | da                 | Modalità                |
| ---------------- | ------------------- | ------------------ | ----------------------- |
| D                | Ziv Morgan          | Ironi K. Shmona    | definitivo (200 mila €) |
| A                | Bubacarr Tambedou   | Paide              | definitivo (125 mila €) |
| A                | Stav Turiel         | Ashdod             | definitivo (110 mila €) |
| C                | Elian Rohana        | Hapoel Kfar Saba   | definitivo (25 mila €)  |
| D                | Raz Meir            |                    | definitivo (svincolato) |
| C                | Ihab Ganayem        |                    | definitivo (svincolato) |
| D                | David Cuperman      | Ashdod             | definitivo (?)          |
| Altre operazioni |                     |                    |                         |
| R.               | Nome                | da                 | Modalità                |
| D                | Tom Ahi Mordechai   | Hapoel Kfar Saba   | fine prestito           |
| D                | Amir Ella           | Sektzia Ness Ziona | fine prestito           |
| C                | Sabastian Hernandez | Hapoel Kfar Shalem | fine prestito           |

| Cessioni         | Cessioni            | Cessioni             | Cessioni                |
| R.               | Nome                | a                    | Modalità                |
| ---------------- | ------------------- | -------------------- | ----------------------- |
| C                | José Rodríguez      | Adana Demirspor      | definitiva (300 mila €) |
| D                | Yahav Gurfinkel     | Chengdu Rongcheng    | definitiva (275 mila €) |
| D                | Alon Azugi          |                      | svincolato              |
| D                | Aviv Salem          |                      | svincolato              |
| C                | Noam Bonnet         |                      | prestito                |
| C                | Ariel Cohen         | Hapoel Kfar Saba     | prestito                |
| C                | Daniel David Tzadik | Hapoel Rishon LeZion | prestito                |
| C                | Roee Alkokin        | Maccabi Herzliya     | prestito                |
| A                | Gabriel Segal       | New York City        | fine prestito           |
| D                | Aziz Kayondo        | Leganés B            | fine prestito           |
| Altre operazioni |                     |                      |                         |
| R.               | Nome                | a                    | Modalità                |
| D                | Tom Ahi Mordechai   | Holon Yermiyahu      | prestito                |
| D                | Amir Ella           | Hapoel Nof HaGalil   | prestito                |
| A                | Ido Elmichly        | Kafr Qasim           | prestito                |
| C                | Sabastian Hernandez | Hapoel Marmorek      | prestito                |

## Risultati

### Ligat Ha`Al

#### Stagione regolare
| Arbitro: | Leiba |

|             |           |           |
| Tchibota 9’ | Marcatori | 65’ Ayias |

| Arbitro: | Levi |

|                                 |           |  |
| Ožbolt 12’ (rig.) Einbinder 52’ | Marcatori |  |

| Be'er Sheva 18 settembre 2023, ore 20:30 IST 3ª giornata | Hapoel Be'er Sheva | 0 – 0 referto | Hapoel Tel Aviv | Toto Turner Stadium (13 613 spett.)\| Arbitro: \| Grinfeld \| |
| Arbitro:                                                 | Grinfeld           |               |                 |                                                               |

| Arbitro: | Leibovitz |

|  |           |                                                         |
|  | Marcatori | 23’ Peretz 34’ Peretz 40’ Biton 48’ Zahavi 89’ Turgeman |

| Arbitro: | Leiba |

|  |           |                                  |
|  | Marcatori | 36’ Ožbolt 54’ Ožbolt 57’ Layous |

| Arbitro: | Levi |

|  |           |            |
|  | Marcatori | 27’ Yosefi |

| Arbitro: | Frid |

|                         |           |             |
| Abergel 10’ Abergel 55’ | Marcatori | 82’ Blorian |

| Arbitro: | Tzino |

|            |           |            |
| Layous 29’ | Marcatori | 80’ Madmon |

| Arbitro: | Asulin |

|              |           |                              |
| Shukrani 52’ | Marcatori | 17’ Senior 41’ (rig.) Altman |

| Arbitro: | Papir |

|                        |           |  |
| Binyamin 15’ Ramot 80’ | Marcatori |  |

| Arbitro: | Levi |

|                                               |           |              |
| Senior 12’ Tchibota 39’ Senior 68’ Altman 73’ | Marcatori | 88’ Shechter |

| Arbitro: | Levi |

|                      |           |            |
| Farada 11’ Don 90+2’ | Marcatori | 67’ Altman |

| Tel Aviv 31 dicembre 2023, ore 20:30 IDT 13ª giornata | Hapoel Tel Aviv | 0 – 0 referto | Maccabi Haifa | Stadio Bloomfield (11 817 spett.)\| Arbitro: \| Shiloah \| |
| Arbitro:                                              | Shiloah         |               |               |                                                            |

| Arbitro: | Reinshreiber |

|                                       |           |                               |
| Altman 52’ Blorian 68’ Blorian 90+10’ | Marcatori | 15’ Hugi 24’ Hugi 90+5’ Ahmed |

| Arbitro: | Leibovitz |

|                                     |           |             |
| Plakushchenko 15’ Plakushchenko 19’ | Marcatori | 3’ Tchibota |

| Arbitro: | Odeh |

|  |           |                                            |
|  | Marcatori | 20’ Vitor 64’ Shamir 68’ Hatuel 82’ Hatuel |

| Arbitro: | Leiba |

|                                                       |           |                       |
| Turgeman 2’ Turgeman 25’ Zahavi 42’ Zahavi 64’ (rig.) | Marcatori | 32’ Rohana 38’ Archel |

| Arbitro: | Grinfeld |

|  |           |            |
|  | Marcatori | 75’ Friday |

| Arbitro: | Berman |

|                                         |           |                                         |
| Kamara 6’ Serdal 14’ Yosefi 31’ Melamed | Marcatori | 53’ Ožbolt 58’ (aut.) Libel 90+6’ Passi |

| Arbitro: | Papir |

|                                    |           |                 |
| Tchibota 60’ Layous 73’ Ožbolt 77’ | Marcatori | 90+1’ Ben Zaken |

| Arbitro: | Fucsman |

|                   |           |  |
| Madmon 53’ (rig.) | Marcatori |  |

| Tel Aviv 17 febbraio 2024, ore 20:30 IDT 22ª giornata | Hapoel Tel Aviv | 0 – 0 referto | Maccabi Bnei Reineh | Stadio Bloomfield (8 544 spett.)\| Arbitro: \| Reinshreiber \| |
| Arbitro:                                              | Reinshreiber    |               |                     |                                                                |

| Arbitro: | Papir |

|                                |           |  |
| Štor 12’ Sahar 45+5’ Sahar 66’ | Marcatori |  |

| Petah Tiqwa 4 marzo 2024, ore 21:00 IDT 24ª giornata | Hapoel Petah Tiqwa | 0 – 0 referto | Hapoel Tel Aviv | Stadio HaMoshava (6 452 spett.)\| Arbitro: \| Shiloah \| |
| Arbitro:                                             | Shiloah            |               |                 |                                                          |

| Tel Aviv 9 marzo 2024, ore 19:30 IDT 25ª giornata | Hapoel Tel Aviv | 0 – 0 referto | Hapoel Gerusalemme | Stadio Bloomfield (8 820 spett.)\| Arbitro: \| Fucsman \| |
| Arbitro:                                          | Fucsman         |               |                    |                                                           |

| Haifa 17 marzo 2024, ore 20:30 IDT 26ª giornata | Maccabi Haifa | 0 – 0 referto | Hapoel Tel Aviv | Stadio Sammy Ofer (28 230 spett.)\| Arbitro: \| Grinfeld \| |
| Arbitro:                                        | Grinfeld      |               |                 |                                                             |

Concludendo la fase regolare all'11º posto in classifica, l'Hapoel Tel Aviv è relegato a disputare i playout retrocessione.

#### Playoutretrocessione
| Arbitro: | Frid |

|                      |           |  |
| Almagor 14’ Soni 90’ | Marcatori |  |

| Arbitro: | Shiloah |

|              |           |             |
| Binyamin 48’ | Marcatori | 90+9’ Rikan |

| Arbitro: | Levi |

|                                 |           |                       |
| Azugi 15’ Yehoshua 26’ Levi 56’ | Marcatori | 73’ Altman 77’ Altman |

| Arbitro: | Papir |

|                     |           |                                                  |
| Tchibota 83’ (rig.) | Marcatori | 4’ Dahan 50’ George 55’ Shua 78’ Soro 84’ Dabush |

| Arbitro: | Frid |

|  |           |            |
|  | Marcatori | 37’ Altman |

| Arbitro: | Leibovitz |

|  |           |                            |
|  | Marcatori | 59’ Robertson 66’ Nachmani |

| Arbitro: | Rushrush |

|  |           |           |
|  | Marcatori | 36’ Genis |

### Coppa di Stato
La partecipazione dell'Hapoel Tel Aviv alla Coppa di Stato è cominciata a partire dall'ottavo turno.

#### Ottavo turno
| Arbitro: | Reinshreiber |

|                       |           |  |
| Farada 92’ Hozez 104’ | Marcatori |  |

Con la sconfitta subita per mano dell'Hapoel Gerusalemme ai tempi supplementari, l'Hapoel Tel Aviv è stato eliminato dalla Coppa di Stato.

### Toto Cup

#### Fase a gironi (Gruppo B)
| Arbitro: | O. Grinfeld (Kiryat Yam) |

|           |           |            |
| Dahan 90’ | Marcatori | 43’ Layous |

| Arbitro: | Odeh Na'al |

|             |           |           |
| Blorian 43’ | Marcatori | 86’ Stain |

| Arbitro: | Sapir Berman |

|                    |           |  |
| Blorian 84’ (aut.) | Marcatori |  |

| Arbitro: | Ohad Asulin |

|  |           |                       |
|  | Marcatori | 85’ Sahar 87’ Mahamid |

Classificandosi 4° nel Gruppo B, l'Hapoel Tel Aviv si è qualificato per la gara valevole per l'11º o 12º posto in classifica.

#### Spareggio 11º-12º posto
| Arbitro: | Majed Rushrush |

|                                           |                      |                          |
| Tchibota 66’                              | Marcatori            | 90’ (rig.) Bourard       |
| Einbinder Blorian Ožbolt Rodríguez Altman | Tiri di rigore 5 – 3 | Bourard Jan Unger Madmon |

Con la vittoria ai calci di rigore per 5-3 contro l'Hapoel Hadera, l'Hapoel Tel Aviv si è classificato in 11ª posizione nella Toto Cup.

## Statistiche

### Statistiche di squadra
| Competizione  | Punti | In casa | In casa | In casa | In casa | In casa | In casa | In trasferta | In trasferta | In trasferta | In trasferta | In trasferta | In trasferta | Totale | Totale | Totale | Totale | Totale | Totale | DR  |
| Competizione  | Punti | G       | V       | N       | P       | Gf      | Gs      | G            | V            | N            | P            | Gf           | Gs           | G      | V      | N      | P      | Gf     | Gs     | DR  |
| ------------- | ----- | ------- | ------- | ------- | ------- | ------- | ------- | ------------ | ------------ | ------------ | ------------ | ------------ | ------------ | ------ | ------ | ------ | ------ | ------ | ------ | --- |
| Ligat Ha`Al   | 33    | 16      | 4       | 6       | 6       | 17      | 25      | 17           | 4            | 4            | 9            | 18           | 26           | 33     | 8      | 10     | 15     | 35     | 51     | -16 |
| Gvia HaMedina | -     | 0       | 0       | 0       | 0       | 0       | 0       | 1            | 0            | 0            | 1            | 0            | 2            | 1      | 0      | 0      | 1      | 0      | 2      | -2  |
| Toto Cup      | 2     | 3       | 0       | 2       | 1       | 2       | 4       | 2            | 0            | 1            | 1            | 1            | 2            | 5      | 0      | 3      | 2      | 3      | 6      | -3  |
| Totale        | -     | 19      | 4       | 8       | 7       | 19      | 29      | 20           | 4            | 5            | 11           | 19           | 30           | 39     | 10     | 13     | 18     | 38     | 59     | -21 |

### Andamento in campionato
Nota: Dalla 27ª giornata si tengono conto dei risultati e della posizione in classifica della squadra nel Gruppo retrocessione.
| Giornata  | 1 | 2 | 3 | 4 | 5 | 6 | 7 | 8 | 9 | 10 | 11 | 12 | 13 | 14 | 15 | 16 | 17 | 18 | 19 | 20 | 21 | 22 | 23 | 24 | 25 | 26 | 27 | 28 | 29 | 30 | 31 | 32 | 33 |
| --------- | - | - | - | - | - | - | - | - | - | -- | -- | -- | -- | -- | -- | -- | -- | -- | -- | -- | -- | -- | -- | -- | -- | -- | -- | -- | -- | -- | -- | -- | -- |
| Luogo     | T | C | T | C | T | C | T | C | T | C  | C  | T  | C  | C  | T  | C  | T  | C  | T  | C  | T  | C  | T  | T  | C  | T  | T  | C  | T  | C  | T  | C  | T  |
| Risultato | N | V | N | P | V | P | P | N | V | V  | V  | P  | N  | N  | P  | P  | P  | P  | P  | V  | P  | N  | P  | N  | N  | N  | P  | N  | P  | P  | V  | P  | V  |
| Posizione | 5 | 4 | 4 | 9 | 7 | 7 | 8 | 8 | 5 | 5  | 5  | 5  | 5  | 5  | 6  | 8  | 8  | 9  | 9  | 8  | 9  | 8  | 10 | 9  | 10 | 11 | 12 | 12 | 12 | 13 | 13 | 13 | 13 |

Legenda:

Luogo: C = Casa; T = Trasferta. Risultato: V = Vittoria; N = Pareggio; P = Sconfitta.

### Statistiche individuali
| Giocatore        | Ligat Ha`Al | Ligat Ha`Al | Ligat Ha`Al | Ligat Ha`Al | Gvia HaMedina | Gvia HaMedina | Gvia HaMedina | Gvia HaMedina | Toto Cup | Toto Cup | Toto Cup    | Toto Cup   | Totale   | Totale | Totale      | Totale     |
| Giocatore        | Presenze    | Reti        | Ammonizioni | Espulsioni  | Presenze      | Reti          | Ammonizioni   | Espulsioni    | Presenze | Reti     | Ammonizioni | Espulsioni | Presenze | Reti   | Ammonizioni | Espulsioni |
| ---------------- | ----------- | ----------- | ----------- | ----------- | ------------- | ------------- | ------------- | ------------- | -------- | -------- | ----------- | ---------- | -------- | ------ | ----------- | ---------- |
| O. Altman        | 24          | 7           | 4           | 0           | 0             | 0             | 0             | 0             | 1        | 0        | 0           | 0          | 25       | 7      | 4           | 0          |
| T. Archel        | 24          | 1           | 4           | 1           | 1             | 0             | 0             | 0             | 2        | 0        | 0           | 0          | 27       | 1      | 4           | 1          |
| R. Baranes       | 4           | -7          | 0           | 0           | 0             | 0             | 0             | 0             | 0        | 0        | 0           | 0          | 4        | -7     | 0           | 0          |
| L. Benbenisti    | 1           | 0           | 0           | 0           | 0             | 0             | 0             | 0             | 0        | 0        | 0           | 0          | 1        | 0      | 0           | 0          |
| R. Binyamin      | 28          | 2           | 4           | 1           | 1             | 0             | 0             | 0             | 5        | 0        | 0           | 0          | 34       | 2      | 4           | 1          |
| O. Blorian       | 28          | 3           | 6           | 1           | 1             | 0             | 0             | 0             | 5        | 1        | 1           | 0          | 34       | 4      | 7           | 1          |
| D. Cuperman      | 11          | 0           | 2           | 0           | 0             | 0             | 0             | 0             | 0        | 0        | 0           | 0          | 11       | 0      | 2           | 0          |
| D. Einbinder     | 30          | 1           | 4           | 0           | 1             | 0             | 0             | 0             | 5        | 0        | 0           | 0          | 36       | 1      | 4           | 0          |
| S. Genis         | 1           | 1           | 0           | 0           | 1             | 0             | 0             | 0             | 3        | 0        | 0           | 0          | 5        | 1      | 0           | 0          |
| I. Ganayem       | 14          | 0           | 5           | 0           | 1             | 0             | 1             | 0             | 0        | 0        | 0           | 0          | 15       | 0      | 6           | 0          |
| O. Gelbard       | 1           | 0           | 0           | 0           | 0             | 0             | 0             | 0             | 0        | 0        | 0           | 0          | 1        | 0      | 0           | 0          |
| O. Israelov      | 9           | 0           | 0           | 0           | 0             | 0             | 0             | 0             | 2        | 0        | 0           | 0          | 11       | 0      | 0           | 0          |
| E.Y. Kancepolsky | 25          | 0           | 5           | 2           | 1             | 0             | 0             | 0             | 5        | 0        | 0           | 0          | 31       | 0      | 5           | 2          |
| H. Layous        | 31          | 3           | 3           | 0           | 1             | 0             | 1             | 0             | 4        | 1        | 0           | 0          | 36       | 4      | 4           | 0          |
| R. Meir          | 13          | 0           | 4           | 0           | 1             | 0             | 0             | 0             | 0        | 0        | 0           | 0          | 14       | 0      | 4           | 0          |
| G. Michaeli      | 1           | 0           | 0           | 0           | 0             | 0             | 0             | 0             | 0        | 0        | 0           | 0          | 1        | 0      | 0           | 0          |
| Z. Morgan        | 11          | 0           | 1           | 0           | 0             | 0             | 0             | 0             | 0        | 0        | 0           | 0          | 11       | 0      | 1           | 0          |
| A. Ožbolt        | 30          | 5           | 3           | 0           | 0             | 0             | 0             | 0             | 1        | 0        | 0           | 0          | 31       | 5      | 3           | 0          |
| B. Passi         | 28          | 1           | 1           | 0           | 1             | 0             | 0             | 0             | 5        | 0        | 0           | 0          | 34       | 1      | 1           | 0          |
| L. Ramot         | 15          | 1           | 2           | 0           | 1             | 0             | 0             | 0             | 2        | 0        | 0           | 0          | 18       | 1      | 2           | 0          |
| E. Rohana        | 14          | 1           | 0           | 1           | 1             | 0             | 0             | 0             | 0        | 0        | 0           | 0          | 15       | 1      | 0           | 1          |
| A. Sami          | 1           | 0           | 0           | 0           | 0             | 0             | 0             | 0             | 0        | 0        | 0           | 0          | 1        | 0      | 0           | 0          |
| O. Senior        | 20          | 3           | 1           | 1           | 1             | 0             | 0             | 0             | 3        | 0        | 0           | 0          | 24       | 3      | 1           | 1          |
| B. Tambedou      | 6           | 0           | 1           | 0           | 0             | 0             | 0             | 0             | 0        | 0        | 0           | 0          | 6        | 0      | 1           | 0          |
| M. Tchibota      | 29          | 5           | 8           | 1           | 1             | 0             | 0             | 0             | 4        | 1        | 1           | 0          | 34       | 6      | 9           | 1          |
| A. Turgeman      | 1           | 0           | 0           | 0           | 0             | 0             | 0             | 0             | 0        | 0        | 0           | 0          | 1        | 0      | 0           | 0          |
| S. Turiel        | 15          | 0           | 2           | 0           | 1             | 0             | 0             | 0             | 0        | 0        | 0           | 0          | 16       | 0      | 2           | 0          |
| E. Zubas         | 29          | -43         | 4           | 0           | 1             | -2            | 0             | 0             | 5        | -6       | 1           | 0          | 35       | -51    | 5           | 0          |
| R. Alkokin       | 0           | 0           | 0           | 0           | 0             | 0             | 0             | 0             | 1        | 0        | 0           | 0          | 1        | 0      | 0           | 0          |
| A. Azugi         | 11          | 0           | 3           | 1           | 0             | 0             | 0             | 0             | 3        | 0        | 0           | 0          | 14       | 0      | 3           | 1          |
| N. Bonnet        | 7           | 0           | 2           | 0           | 0             | 0             | 0             | 0             | 2        | 0        | 0           | 0          | 9        | 0      | 2           | 0          |
| A. Cohen         | 4           | 0           | 0           | 0           | 0             | 0             | 0             | 0             | 4        | 0        | 0           | 0          | 8        | 0      | 0           | 0          |
| Q. Ghanem        | 0           | 0           | 0           | 0           | 0             | 0             | 0             | 0             | 1        | 0        | 1           | 0          | 1        | 0      | 1           | 0          |
| Y. Gurfinkel     | 17          | 0           | 4           | 0           | 0             | 0             | 0             | 0             | 5        | 0        | 1           | 0          | 22       | 0      | 5           | 0          |
| J. Rodríguez     | 12          | 0           | 5           | 0           | 0             | 0             | 0             | 0             | 3        | 0        | 0           | 0          | 15       | 0      | 5           | 0          |
| A. Kayondo       | 0           | 0           | 0           | 0           | 0             | 0             | 0             | 0             | 1        | 0        | 1           | 0          | 1        | 0      | 1           | 0          |
| D. Keltjens      | 0           | 0           | 0           | 0           | 0             | 0             | 0             | 0             | 1        | 0        | 0           | 0          | 1        | 0      | 0           | 0          |
| D.D. Tzadik      | 1           | 0           | 0           | 0           | 0             | 0             | 0             | 0             | 1        | 0        | 0           | 0          | 2        | 0      | 0           | 0          |
| A. Salem         | 5           | 0           | 1           | 0           | 1             | 0             | 1             | 0             | 3        | 0        | 0           | 0          | 9        | 0      | 2           | 0          |
| G. Segal         | 3           | 0           | 1           | 0           | 0             | 0             | 0             | 0             | 0        | 0        | 0           | 0          | 3        | 0      | 1           | 0          |